# Ctenorbitoides
Ctenorbitoides es un género de foraminífero bentónico de la subfamilia Vaughanininae, de la familia Pseudorbitoididae, de la superfamilia Rotalioidea, del suborden Rotaliina y del orden Rotaliida. Su especie tipo es Ctenorbitoides cardwelli. Su rango cronoestratigráfico abarca desde el Campaniense superior hasta el Maastrichtiense inferior (Cretácico superior).

## Clasificación
Ctenorbitoides incluye a la siguiente especie:
- Ctenorbitoides cardwelli †